# Cavall Blanc
Cavall Blanc (en anglès White Horse, en kiowa Tsen-tainte (?-1892) fou un cabdill kiowa. El 1867 va dirigir un raid de comantxes i kiowas contra els navaho. El 1870-1872 atacà Fort Still i assolà Texas i Mèxic amb la seva banda, matant molts colons i missioners. El 1874 es va unir a Satanta i els comantxes, però el 1875 es va rendir a Fort Still i fou emrpesonat fins al 1878. Marxà a la reserva, on va morir d'una infecció a l'estómac el 1892.